# Liste litauischer Schachspieler
Litauische Schachspieler alphabetisch
Aufgelistet sind neben den historischen Meistern Meisterspieler, die für den litauischen Schachverband spielberechtigt sind (oder waren) und die während der Unabhängigkeit Litauens zwischen 1918 und 1940 oder ab 1990 die litauische Einzelmeisterschaft (sowohl im Nahschach als auch im Fernschach) gewonnen haben, oder die nationale Einzelmeisterschaft eines anderen Staates, oder einen IM- oder GM-Titel (beiderlei Geschlechts) tragen, oder eine Elo von mindestens 2400 erreicht haben oder herausragende Fernschachspieler (GM, SIM, IM, LGM, LIM) sind.

## A
- Aleksandras Agejevas (* 1949), Internationaler Fernschachmeister
- Vytautas Andriulaitis (* 1956), Fernschachgroßmeister, litauischer Meister im Fernschach
- Romanas Arlauskas (1917–2009), Fernschachgroßmeister[1]

## B
- Camilla Baginskaite (* 1967), Großmeisterin der Frauen, litauische Meisterin der Frauen, US-amerikanische Meisterin der Frauen[2]
- Algirdas Bandza (* 1957), Internationaler Meister, Internationaler Fernschachmeister
- Daiva Batytė (* 1980), Internationale Meisterin der Frauen, litauische Meisterin der Frauen
- Mindaugas Beinoras (* 1987), Internationaler Meister
- Salvijus Berčys (* 1989), Internationaler Meister[3]
- Virginijus Braziulis (* 1965), litauischer Meister im Fernschach
- Algimantas Butnorius (1946–2017), Großmeister, litauischer Meister, Internationaler Fernschachmeister[4]

## C
- Dmitrijus Chocenka (* 1983), Internationaler Fernschachmeister, litauischer Meister im Fernschach
- Dagnė Čiukšytė (* 1977), Internationaler Meister, Großmeisterin der Frauen, litauische Meisterin der Frauen[5]
- Viktorija Čmilytė (* 1983), Großmeister, litauischer Meister, Großmeisterin der Frauen
- Deimantė Cornette (* 1989), Internationaler Meister, Großmeisterin der Frauen, litauische Meisterin der Frauen[6]

## D
- Vilma Dambrauskaitė (* 1985), Fernschachgroßmeisterin der Frauen
- Virginijus Dambrauskas (* 1962), Internationaler Meister, litauischer Meister, Verdienter Internationaler Meister im Fernschach
- Laima Domarkaitė (* 1970), litauische Meisterin der Frauen

## G
- Viktor Gavrikov (1957–2016), Großmeister[7]
- Vladas Gefenas (* 1955), Verdienter Internationaler Meister im Fernschach
- Virginijus Grabliauskas (* 1972), Internationaler Meister, litauischer Meister, Fernschachgroßmeister
- Antanas Gustaitis (1898–1941), litauischer Meister

## K
- Algimantas Kaminskas (* 1957), Internationaler Fernschachmeister
- Kristijonas Kameneckas (* 1948), litauischer Meister im Fernschach
- Waleri Kasakowski (* 2000), Internationaler Meister[8]
- Vesta Kasputė (* 1984), litauische Meisterin der Frauen
- Kęstutis Kaunas (1942–2021), Internationaler Meister
- Simona Kiseleva (* 1987), Internationale Meisterin der Frauen, litauische Meisterin der Frauen[9]
- Aleksandr Korabliov (* 1977), Internationaler Fernschachmeister, litauischer Meister im Fernschach
- Julijonas Krimeris (* 1932), Internationaler Fernschachmeister
- Alfonsas Kupšys (* 1951), Fernschachgroßmeister
- Rišard Kurylo (* 1943), Internationaler Fernschachmeister
- Aloyzas Kveinys (1962–2018), Großmeister, litauischer Meister

## L
- Kęstutis Labeckas (1988–2022), Internationaler Meister
- Aidas Labuckas (1968–2013), Internationaler Meister
- Žilvinas Lapėginas, litauischer Meister im Fernschach
- Donatas Lapienis (1936–2014), Fernschachgroßmeister
- Tomas Laurušas (* 1996), Großmeister
- Markas Luckis (1905–1973), historischer Meister[10]
- Elena Lukauskienė (1909–1959), litauische Meisterin der Frauen
- Jonas Lukšas (* 1951), litauischer Meister im Fernschach

## M
- Aleksandras Machtas (1892–1973), litauischer Meister
- Vitalijus Majorovas (1961–1997), Internationaler Meister
- Vidmantas Mališauskas (* 1963), Großmeister, litauischer Meister
- Jurgita Mališauskienė (* 1990), Fernschachgroßmeisterin der Frauen
- Marina Mališauskienė (* 1966), litauische Meisterin der Frauen[11]
- Olena Martynkowa (* 2000), Internationale Meisterin der Frauen[12]
- Alius Mikėnas (* 1955), Internationaler Fernschachmeister
- Vladas Mikėnas (1910–1992), Internationaler Meister, Ehrengroßmeister, Internationaler Fernschachmeister, litauischer Meister[13]
- Viktoras Milvydas (1932–2017), Verdienter Internationaler Meister im Fernschach
- Dainius Minelga (* 1965), Verdienter Internationaler Fernschachmeister

## N
- Matas Narmontas (* 1991), Internationaler Meister
- Valentinas Normantas (* 1941), Fernschachgroßmeister
- Anatolijus Novikovas (* 1966), Internationaler Fernschachmeister
- Vitalijus Novikovas (* 1958), Verdienter Internationaler Meister im Fernschach

## P
- Povilas Pakėnas, Internationaler Fernschachmeister, litauischer Meister im Fernschach
- Gintautas Petraitis (1944–2022), Fernschachgroßmeister, litauischer Meister im Fernschach
- Gintautas Piešina (1952–2014), Internationaler Meister
- Emilis Pileckis (* 1990), Internationaler Meister
- Jelizaveta Potapova (* 1988), Internationale Fernschachmeisterin der Frauen
- Paulius Pultinevičius (* 2001), Großmeister

## R
- Gediminas Rastenis (* 1954), Internationaler Fernschachmeister
- Algirdas Rauduvė (* 1952), Internationaler Fernschachmeister, litauischer Meister im Fernschach
- Marijonas Ročius (* 1963), Verdienter Internationaler Meister im Fernschach
- Eduardas Rozentalis (* 1963), Großmeister, litauischer Meister
- Leo Rozentalis (* 1937), Internationaler Fernschachmeister
- Pavel Rubinas (* 1942), Fernschachgroßmeister
- Boris Rumiancev (1936–2017), Fernschachgroßmeister
- Rimantas Rupšys (* 1966), Internationaler Fernschachmeister, litauischer Meister im Fernschach
- Darius Ruželė (* 1968), Großmeister

## S
- Vaidas Sakalauskas (* 1971), Internationaler Meister
- Alfredas Samerdokas (* 1958), Internationaler Fernschachmeister
- Gediminas Šarakauskas (* 1977), Internationaler Meister
- Živilė Šarakauskienė (* 1978), Internationale Meisterin der Frauen, litauische Meisterin der Frauen[14]
- Kęstutis Šilauskas (* 1994), litauischer Meister im Fernschach
- Andrius Šimkus (* 1961), Internationaler Fernschachmeister
- Vytautas Šlapikas (* 1973), Internationaler Meister, litauischer Meister
- Emilis Šlekys (1951–2012), Internationaler Fernschachmeister
- Titas Stremavičius (* 1998), Großmeister
- Šarūnas Šulskis (* 1972), Großmeister, litauischer Meister
- Robertas Sutkus (1953–2008), Fernschachgroßmeister
- Vytautas Sutkus (1949–2020), Internationaler Fernschachmeister, litauischer Meister im Fernschach

## T
- Povilas Tautvaišas (1916–1980), historischer Meister[15]
- Renata Turauskienė (* 1969), Internationale Meisterin der Frauen, litauische Meisterin der Frauen

## U
- Anicetas Uogelė (1933–2020), Internationaler Meister im Fernschach

## V
- Povilas Vaitonis (1911–1983), Internationaler Meister[16]
- Vytautas Zigmas Vaitonis (1942–2020), Internationaler Fernschachmeister, litauischer Meister im Fernschach
- Rita Varnienė (* 1973), litauische Meisterin der Frauen
- Vytautas Vaznonis (* 1986), Internationaler Meister
- Isakas Vistaneckis (1910–2000), litauischer Meister, Internationaler Fernschachmeister[17]
- Saulius Voveris (* 1977), litauischer Meister im Fernschach

## Z
- Darius Zagorskis (* 1969), Großmeister, litauischer Meister, Verdienter Internationaler Meister im Fernschach
- Salomėja Zaksaitė (* 1985), Großmeisterin der Frauen, litauische Meisterin der Frauen
- Antanas Zapolskis (* 1962), Internationaler Meister, litauischer Meister

## Ž
- Ieva Žalimaitė (* 1992), litauische Meisterin der Frauen
- Ričardas Žitkus, Internationaler Fernschachmeister